# Saint-Geyrac
Saint-Geyrac – miejscowość i gmina we Francji, w regionie Nowa Akwitania, w departamencie Dordogne.
Według danych na rok 1990 gminę zamieszkiwały 212 osoby, a gęstość zaludnienia wynosiła 12 osób/km² (wśród 2290 gmin Akwitanii Saint-Geyrac plasuje się na 965. miejscu pod względem liczby ludności, natomiast pod względem powierzchni na miejscu 627.).